# 浅井田ダム
浅井田ダム（あさいだダム）は、岐阜県高山市と飛騨市との境、一級河川・神通川水系高原川に建設されたダム。高さ21.1メートルの重力式コンクリートダムで、北陸電力の発電用ダムである。同社の水力発電所・東町（ひがしまち）発電所に送水し、最大3万1,300キロワットの電力を発生する。

## 歴史
岐阜県飛騨市・神岡鉱山を流れる高原川は、神通川の支流のひとつで、長野県との県境にそびえる飛騨山脈（北アルプス）・乗鞍岳に端を発する急流である。1922年（大正11年）、三井鉱山（現・日本コークス工業）と大同電力は両社の共同出資によって神岡水電を設立し、高原川筋において鉱業ないし電気事業用の電源として水力発電所の建設を進め、1929年（昭和4年）には猪谷発電所（当時2万2,300キロワット）の運転を開始している。1939年（昭和14年）、日本政府による電気事業管理の一環として日本発送電が設立されると、高原川における発電事業を神岡水電から引き継いで開発の手を上流へと伸ばし、東町発電所・牧発電所の建設に着手した。浅井田ダムは、東町発電所の取水ダムおよび調整池として高原川に建設するもので、1939年（昭和14年）に着工し、1942年（昭和17年）に完成。同年、東町発電所およびその下流の牧発電所（当時2万6,700キロワット）がそれぞれ運転を開始した。神岡水電は1941年（昭和16年）に電力設備を日本発送電に出資したあとも東町発電所の建設工事を日本発送電からの委託を受けて施工し、完成と同年に解散した。
1951年（昭和26年）、日本発送電は分割・民営化され、新たに9つの電力会社が設立された。この動きの中で、東町発電所・牧発電所が北陸電力・関西電力のどちらかに帰属されるかを巡って問題が生じた。当初、両発電所は関西電力に継承されることとなっていたが、両発電所を含め、北陸地方にある多くの水力発電所が関西電力の手に渡ることに対して富山県や地元の企業らが反発。東町発電所・牧発電所を巡っては、北陸電力と関西電力とが公益事業委員会を交えて交渉した結果、両発電所は北陸電力に帰属することが決定した。こうして、高原川における水力発電は北陸電力が一手に引き受けることとなった。その後、浅井田ダムの上流では北陸電力と、北陸電力が地元企業と共同出資するかたちで設立した富山共同自家発電によって電源開発が進められ、中崎発電所・栃尾発電所・葛山発電所・見座発電所という4つの水力発電所が稼働している。

## 周辺
岐阜県飛騨市神岡町、鉱山の町並みの中に東町発電所がある。付近を高原川が流れ、その上流、高山市との市境に浅井田ダムがまたがる。浅井田ダムは高原川をせき止めて調整池を形成。貯えた水を右岸の取水口から取り入れ、東町発電所に送水する。ダムの幅は135.4メートルで、放流設備として8門の洪水吐ゲートと2門の土砂吐ゲート、合計10門のローラーゲートがずらりと並んでいる。かつては付近の貯木場から双六川や金木戸川方面に向かって森林鉄道（双六・金木戸森林鉄道）が敷設されていた。
東町発電所の下流には、牧発電所がある。東町発電所で発電に使用した水を取り入れ、再び発電に使用したのち、高原川に放流している。下流には新猪谷ダムがあり、高原川は同ダムによって再びせき止められる。

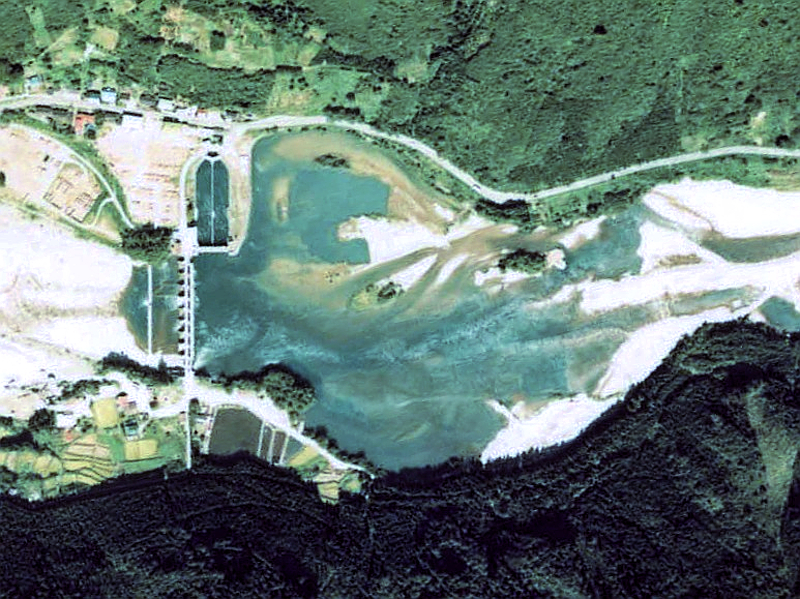
浅井田ダム空撮
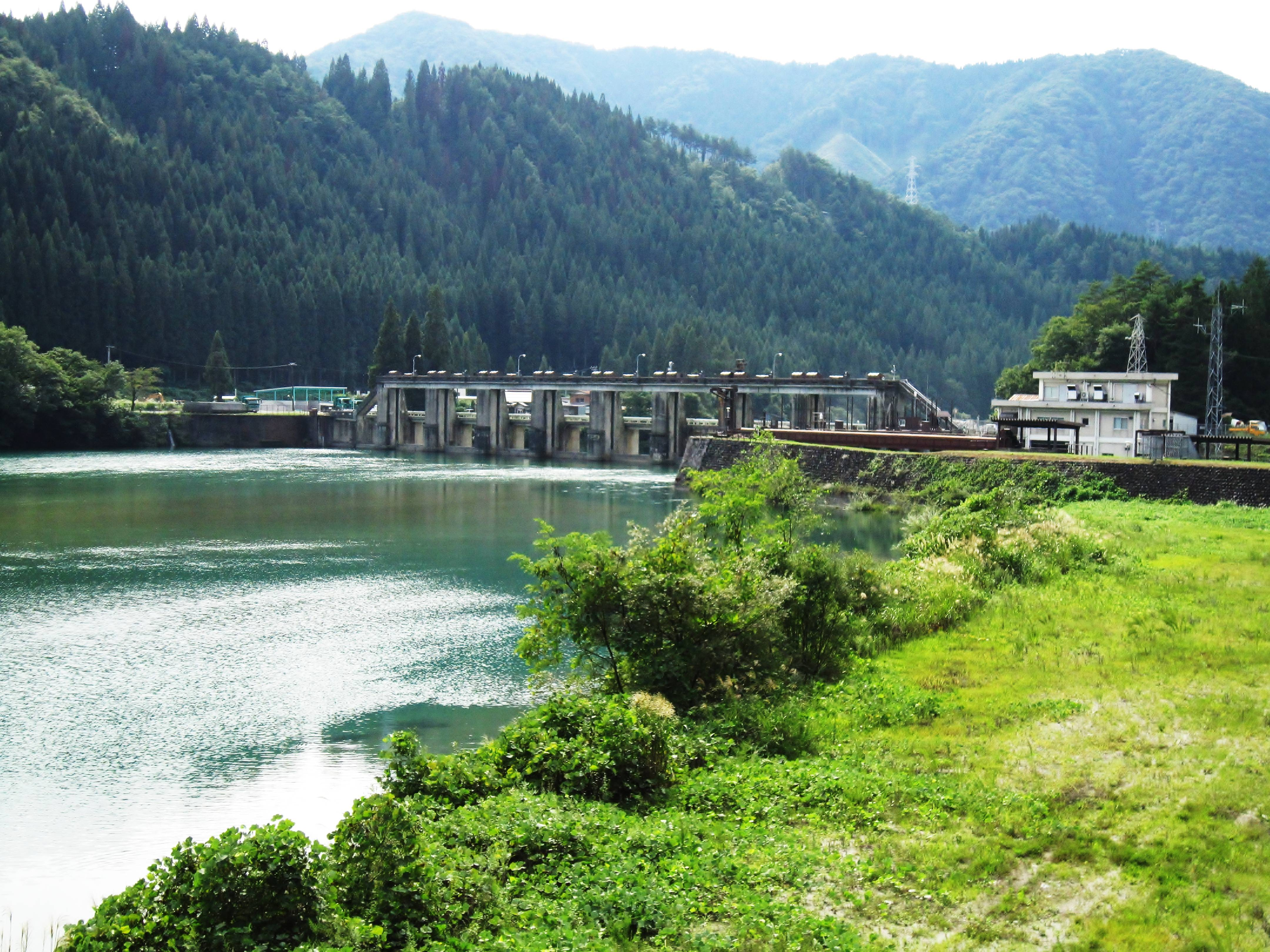
浅井田ダム湖
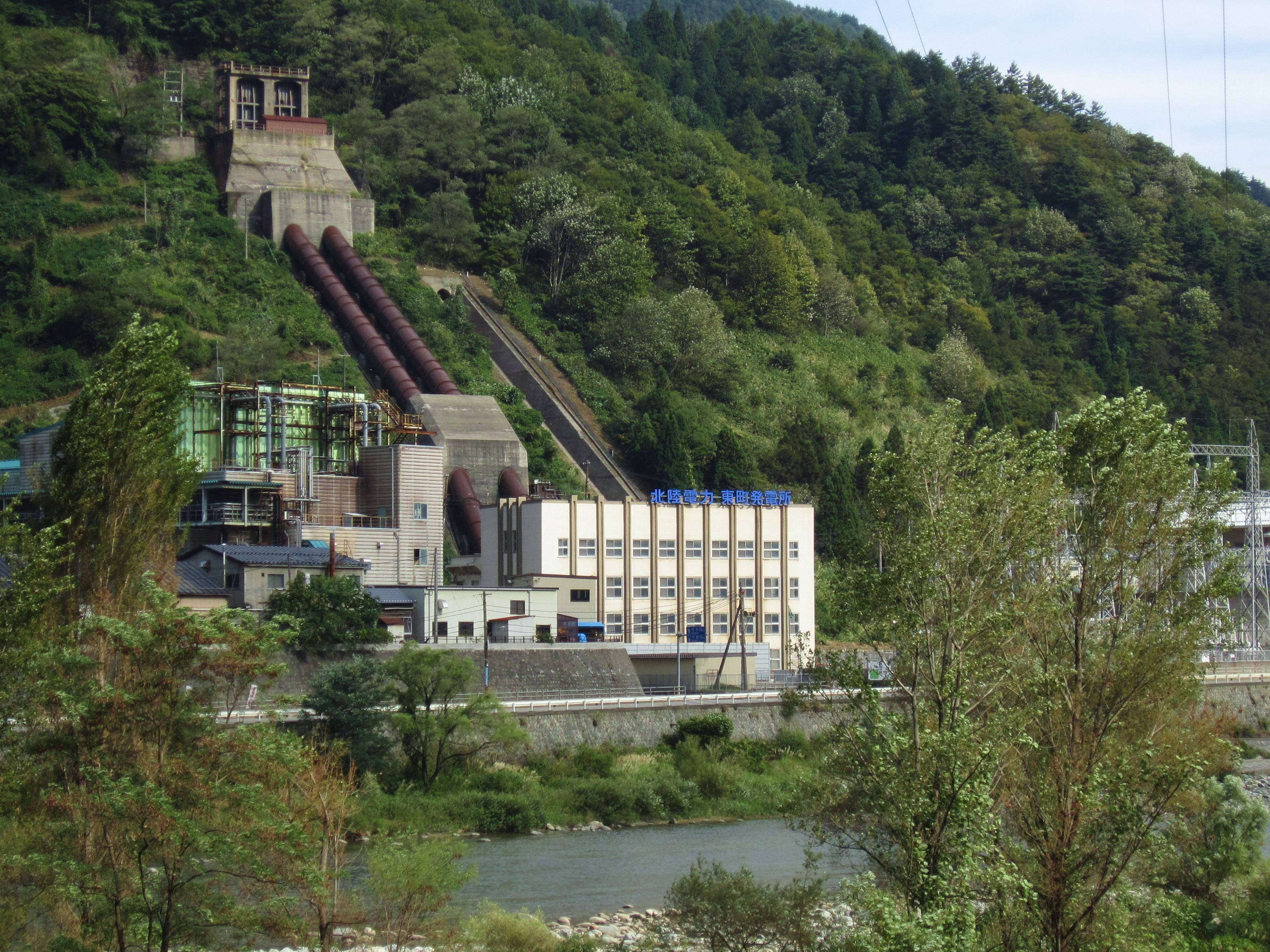
東町発電所
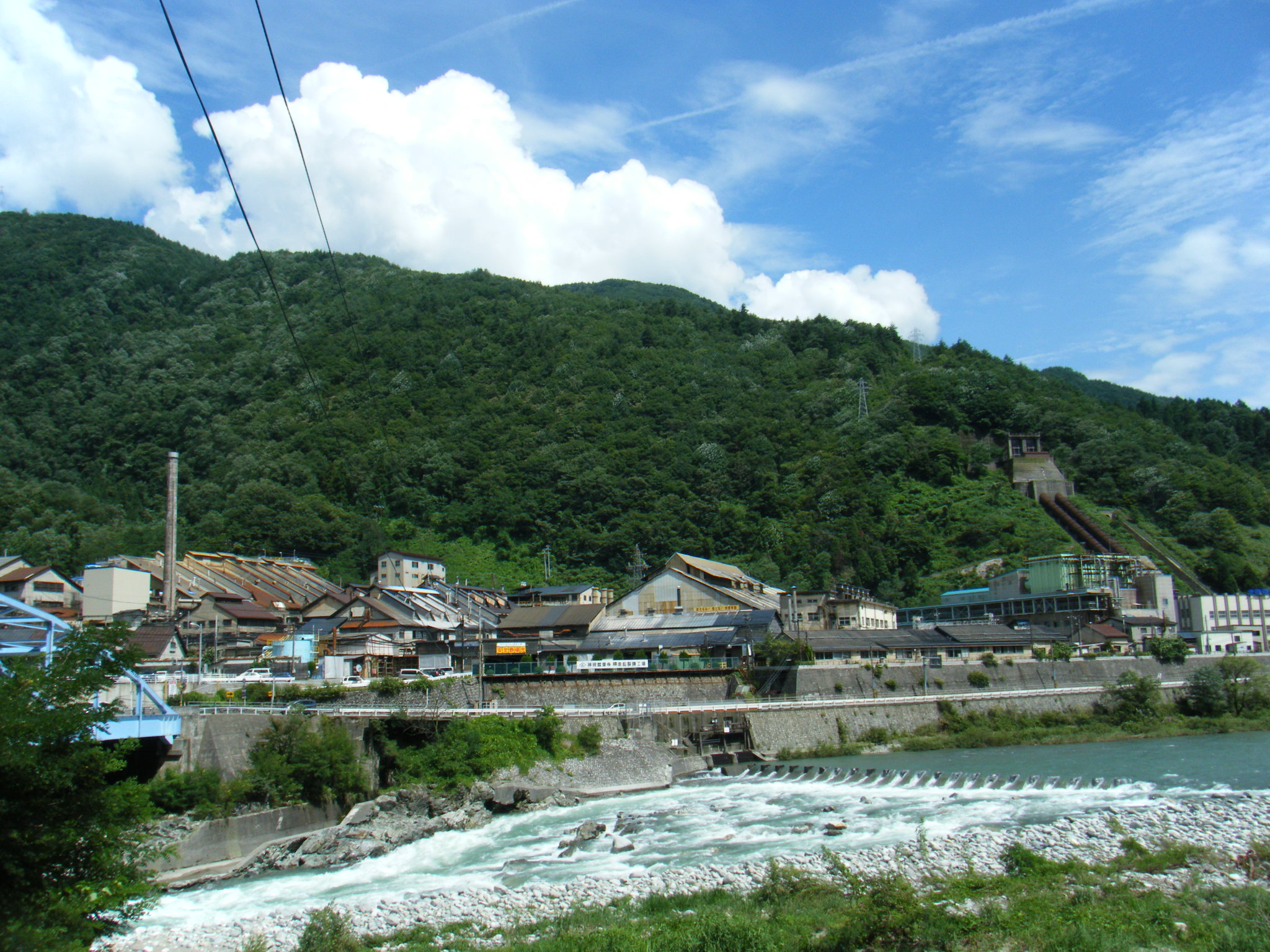
東町発電所と神岡鉱山
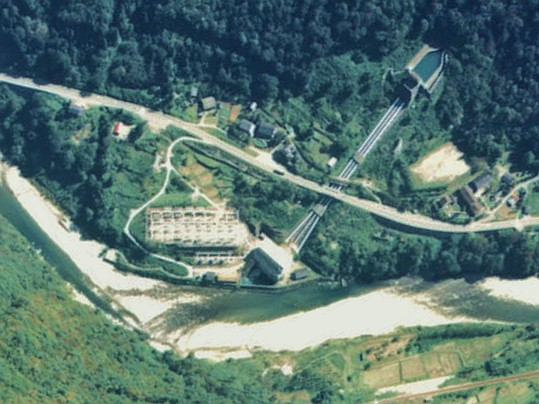
牧発電所